# Звенигород-Северский
Звенигород-Северский (Звенигород-на-Оке) — древний русский город в Чернигово-Северской земле, столица Звенигородского княжества XIV—XV веков.

## Локализация городища
Хорошо сохранившееся городище локализовано в современной Орловской области восточнее села Спасское на высоком берегу реки Неполодь при впадении в неё лога Попов верх. На посаде недалеко от детинца стояла деревянная Никольская церковь, рядом с которой находились дворы причта. В. М. Неделин предполагает, что одновременно храм являлся и родовой усыпальницей князей Звенигородских. В XIX веке на месте старой деревянной церкви была выстроена каменная церковь, разрушенная в годы Великой Отечественной войны.
Заезд к звенигородскому городищу с участка трассы Р92 Калуга — Орёл, которая в несколько спрямлённом виде проложена по старой Звенигородской дороге, являющейся ответвлением так называемого Свиного шляха.
Т. Н. Никольская, исследовавшая Спасское городище, связывала его с летописным городом Спаш (Спашь), не исключая, впрочем, возможной функции как столицы Звенигородского княжества. Согласно традиционной версии, Спаш был расположен не на севере современной Орловской области, а на севере современной Тульской, и управлялся c XV века Волконскими, потомками Юрия тарусского, а не Мстислава Карачевского.
Согласно новым исследованиям, критикующим происхождение в частности карачевских князей от Михаила Черниговского, козельская ветвь домонгольского времени продолжала управлять Козельским княжеством и впоследствии овладела Карачевом, упоминаемым в летописях в качестве княжеского центра намного позднее Козельска. Роль Звенигорода в данном случае остаётся неясной. Кроме того, в частности Осадчий Е. Н. локализует Звенигород у села Уланово Глуховского района Сумской области. Данная версия сочетается с версией происхождения звенигородских князей не от Андрея Мстиславича козельского, а от Андриана Семёновича новосильского, упомянутого в синодике бывшего рязанского Свято-Духова монастыря в качестве старшего брата Александра Новосильского

## История

Звенигород-Северский как удел Карачевского княжества

Основан в XIII веке в составе Черниговского княжества, позже являлся столицей существовавшего с 1340 по 1440-е годы Звенигородского княжества — удела Карачевского княжества, одного из Верховских княжеств. В 1408 году, после захвата княжества Великим княжеством Литовским, князь Александр Фёдорович Звенигородский вместе с сыном Фёдором и князьями Михаилом Ивановичем Хотетовским, Свидригайлом Ольгердовичем, Патрикеем Наримантовичем и Семёном Перемышльским, оставив свои владения, выехали на московскую службу. Впоследствии князья Звенигородские становятся служилыми князьями великих князей Московских, занимая должности государевых воевод и наместников. Звенигород и окрестные замки-усадьбы были постепенно покинуты населением, а разгоревшиеся во второй половине XV века русско-литовские войны привели к их окончательному исчезновению.